# Pittosporum bicolor
Pittosporum bicolor är en tvåhjärtbladig växtart som beskrevs av William Jackson Hooker. Pittosporum bicolor ingår i släktet Pittosporum och familjen Pittosporaceae. Inga underarter finns listade.